# Ricardo Jorge
Ricardo de Almeida Jorge (Porto, 9 de maio de 1858 – Lisboa, 29 de julho de 1939) foi um médico, investigador, higienista, professor de Medicina, escritor e introdutor em Portugal das modernas técnicas e conceitos de saúde pública, exercendo diversos cargos na administração da saúde e conseguindo uma importante influência política.

## Biografia
Ricardo Jorge nasceu no Porto, na freguesia de Cedofeita, a 9 de maio de 1858, filho do proprietário José de Almeida Jorge e de sua mulher, Ana Rita de Jesus, ele natural de Paços de Vilharigues, do concelho de Vouzela e ela da freguesia de Bonfim, do Porto. Casou a 28 de agosto de 1879, com apenas 21 anos, na Igreja de São Martinho de Cedofeita, no Porto, com Leonor Maria Couto dos Santos, de 20 anos, natural do Rio de Janeiro, de quem teve três filhos: Artur Ricardo Jorge, médico, Lente da Faculdade de Ciências de Lisboa e Ministro da Instrução do Governo de Gomes da Costa; Ricardo Jorge Júnior, licenciado em Direito pela Universidade de Coimbra e Leonor Jorge.
Estudou no Colégio da Lapa, no Porto, e formou-se na Escola Médico-Cirúrgica do Porto em 1879. Na sua dissertação de licenciatura, intitulada O nervosismo no Passado, abordou a história da Neurologia, um termo que nessa altura ainda não havia sido estatuído. A partir de 1880 foi docente da mesma escola nas cadeiras de Anatomia, Histologia e Fisiologia Experimental. Fez então várias deslocações a Estrasburgo e a Paris (onde assistiu às lições de Jean-Martin Charcot), procurando nos hospitais locais uma aprendizagem impossível de adquirir em Portugal, onde o saber neurológico era ainda incipiente.
Em 1884 abandonou a Neurologia e passou a dedicar-se à Saúde Pública. Com a sua obra Higiene Social Aplicada à Nação Portuguesa, uma série de conferências publicada nesse mesmo ano, lançou uma nova perspectiva de abordagem das questões de saúde pública em Portugal, o que o guindaria numa importante carreira de higienista e investigador, com larga influência nas políticas de saúde em Portugal.

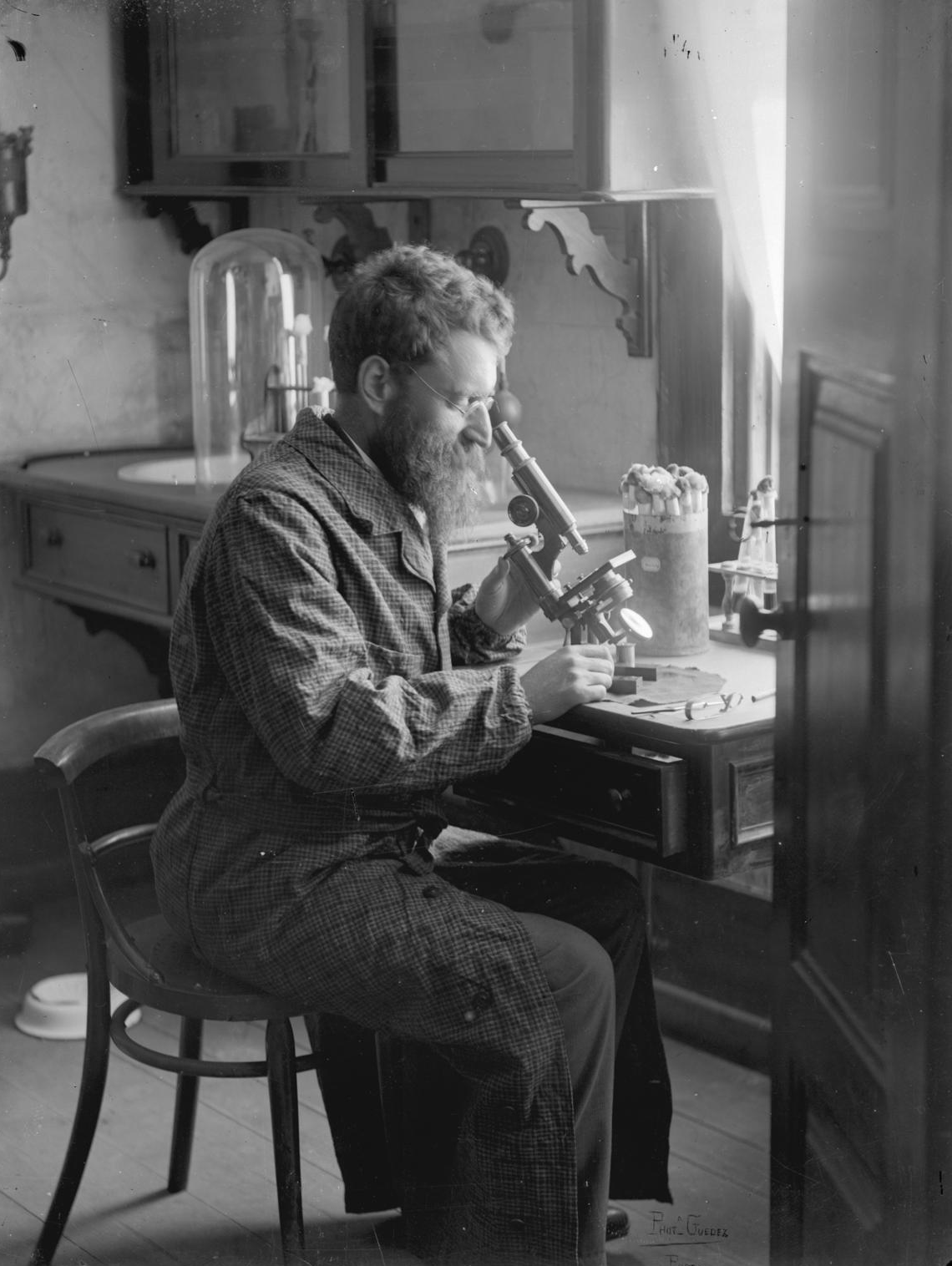
Dr. Ricardo Jorge no Laboratório Municipal de Bacteriologia, no Porto

Entre 1891 e 1899 foi médico municipal do Porto e responsável pelo Laboratório Municipal de Bacteriologia, tornando-se, em 1895, professor titular da cadeira de Higiene e Medicina Legal da Escola Médico-Cirúrgica do Porto. Em Junho de 1899 deu-se a sua consagração definitiva a nível nacional e alcançou projecção internacional quando, sem hesitações, chegou à prova clínica e epidemiológica da peste bubónica que nesse ano assolou a cidade do Porto, tendo esta sido depois confirmada bacteriologicamente por ele próprio e Câmara Pestana. No entanto, as operações profiláticas que orientou no sentido de eliminar a peste, como a evacuação de casas e o isolamento e desinfecção de domicílios, entre outras, desencadearam a fúria popular que, incentivada por grupos políticos, obrigaram Ricardo Jorge a abandonar a cidade.
Em outubro de 1899 foi transferido para Lisboa, sendo nomeado Inspector-Geral de Saúde e, depois, professor de Higiene da Escola Médico-Cirúrgica de Lisboa. Participou em iniciativas como a organização da Assistência Nacional aos Tuberculosos, iniciada em 1899 pela rainha D. Amélia, e o Congresso Internacional de Medicina de 1906, no qual presidiu à Secção de Higiene e Epidemiologia. Em 1903, foi incumbido de organizar e dirigir o Instituto Central de Higiene, que passaria a ter o seu nome a partir de 1929 e hoje é o Instituto Nacional de Saúde Doutor Ricardo Jorge.
Nos anos de 1914 e 1915 presidiu à Sociedade das Ciências Médicas de Lisboa e nos anos seguintes visitou formações sanitárias na zona de guerra em França. Organizou depois a luta contra a pandemia de gripe de 1918, também conhecida por Pneumónica ou Gripe Espanhola, e contra as epidemias de tifo, varíola e difteria que surgiram como consequência das deficientes condições sanitárias do pós-guerra.
Teria sido Ricardo Jorge o responsável nos anos 20 pela proibição da Coca-Cola em Portugal (só 50 anos depois levantada), tendo alegadamente ordenado a sua apreensão e destruição depois de tomar conhecimento do slôgane publicitário da bebida criado por Fernando Pessoa: "Primeiro estranha-se, depois entranha-se".
Os interesses de Ricardo Jorge não se limitaram ao campo da medicina, a sua vasta obra inclui publicações versando arte, literatura, história e política. Encontra-se colaboração da sua autoria na revista Lusitânia (1924-1927).
Falece aos 81 anos, vítima de infecção urinária, em sua casa, o segundo andar do número 91 do Campo dos Mártires da Pátria, freguesia da Pena, em Lisboa, a 29 de julho de 1939. Encontrava-se viúvo de sua esposa há 16 anos, tendo esta falecido a 13 de dezembro de 1922. Foi, primeiramente, sepultado em jazigo municipal do Cemitério dos Prazeres, sendo trasladado para a sua cidade natal, a 8 de dezembro do mesmo ano, encontrando o seu descanso final no Cemitério de Agramonte.
Em 1950, a Câmara Municipal de Lisboa homenageou o médico dando o seu nome a uma rua na zona de Alvalade.